# Bodyguard (film)
Bodyguard (1992) (denumire originală The Bodyguard) este un film american romantic-thriller cu Kevin Costner și Whitney Houston în rolurile principale. Costner interpretează rolul unui fost agent secret care este angajat ca bodyguard pentru a proteja pe Rachel Marron (Whitney Houston), o vedetă a muzicii ușoare, care este amenințată de un necunoscut.  Lawrence Kasdan a scris scenariul în anii 1970, inițial pentru a fi interpretat de Steve McQueen și Diana Ross. Filmul este regizat de Mick Jackson și reprezintă debutul actoricesc al lui Houston, o fostă câștigătoare a premiului Grammy pentru R&B. În România a avut premiera la 23 aprilie 1993.

## Distribuția
- Kevin Costner este Frank Farmer
- Whitney Houston este Rachael Marron
- Gary Kemp este Sy Spector
- Bill Cobbs este Bill Devaney
- Ralph Waite este Herb Farmer
- Tomas Arana este Greg Portman
- Debbie Reynolds - în rolul său
- Richard Schiff este Skip Thomas
- Christopher Birt este Henry
- DeVaughn Nixon este Fletcher Marron
- Michele Lamar Richard este Nikki Marron
- Nathaniel Parker este Clive Healy
- Mike Starr este Tony
- Rollin Jarrett este reporterul din Miami
- Robert Wuhl este gazda premiilor Oscar
- David Foster este dirijorul premiilor Oscar